# Mosunmola Abudu
Mosunmola Abudu, thường được gọi là Mo Abudu, là một trùm truyền thông Anh gốc Nigeria, nhân vật truyền thông, nhà từ thiện, và cựu cố vấn quản lý nguồn nhân lực, có trụ sở tại Nigeria. Cô đã được Forbes mô tả là "Người phụ nữ thành công nhất châu Phi".

## Cuộc sống và giáo dục ban đầu
Những năm đầu của Abudu diễn ra ở Anh, nơi cô được sinh ra và lớn lên. Cô đã học lên đến đại học, tham dự các trường Ridgeway, Mid Kent College và West Kent College.

## Nghề nghiệp

### EbonyLife TV
Năm 2006, Abudu bắt đầu thành lập EbonyLife TV, một mạng lưới phát sóng tại hơn 49 quốc gia trên khắp châu Phi, cũng như ở Anh và vùng Caribê. Nó là một công ty con của Media and Entertainment City Africa (MEC Africa), EbonyLife TV được đặt tại Tinapa Resort, Calabar, Cross River State, Nigeria.
Vào tháng 3 năm 2018, Sony Pictures Television (SPT) đã thông báo rằng họ đã ký một hợp đồng ba năm với EbonyLife TV, bao gồm hợp tác sản xuất The Dahomey Warriors, một loạt phim về những người Amazon đã tấn công các lực lượng thực dân Pháp trong vương quốc này vào thế kỷ XIX. [8]

### Hãng phim EbonyLife
Abudu đã thành lập hãng phim EbonyLife. Bộ phim đầu tiên của cô là nhà sản xuất điều hành là Fifty. Hợp tác với tập đoàn ELFIKE vào năm 2016, cô đã sản xuất phim Tiệc cưới, trở thành danh hiệu doanh thu cao nhất mọi thời đại trong ngành công nghiệp điện ảnh Nigeria (Nollywood).

### Moments with Mo
Abudu là nhà sản xuất điều hành và là người dẫn chương trình nói chuyện truyền hình, Moments with Mo, là chương trình nói chuyện hàng ngày truyền tải thông tin đầu tiên trên truyền hình khu vực Châu Phi.